# Fleetwings BQ-2
Fleetwings BQ-2 là một loại máy bay không người lái đầu tiên – vào thời điểm nó được tạo ra, người ta coi như như một máy bay không người lái đột kích – do Fleetwings phát triển trong Chiến tranh thế giới II cho Không quân Lục quân Hoa Kỳ. Chỉ có 1 chiếc được chế tạo, chương trình bị hủy bỏ ngay sau đó.

## Tính năng kỹ chiến thuật (XBQ-2A)

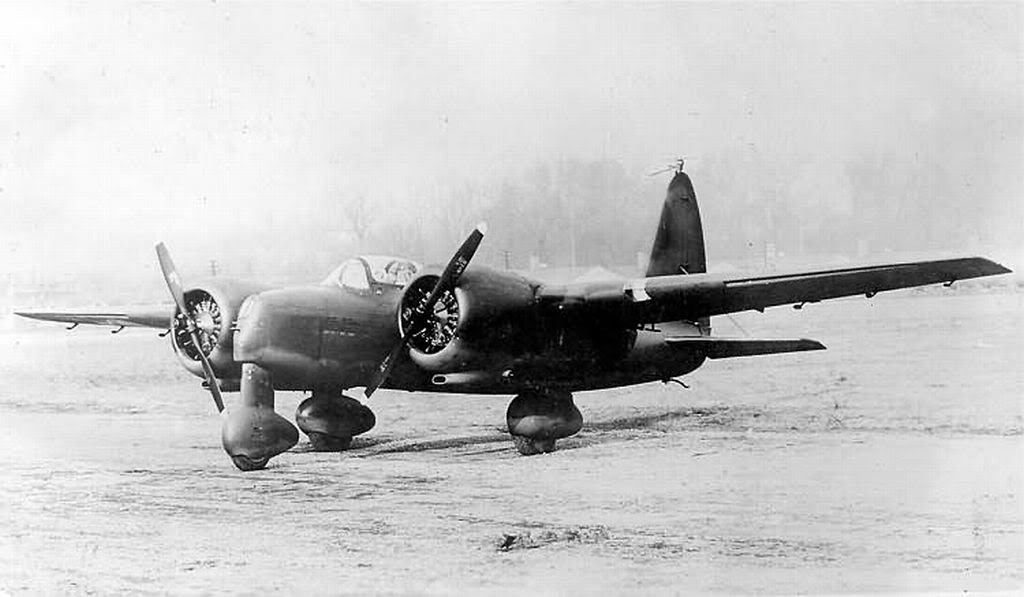
XBQ-2A.

Dữ liệu lấy từ 
Đặc tính tổng quát
- Kíp lái: 1 (tùy chọn)
- Sải cánh: 48 ft 7 in (14,81 m)
- Trọng lượng có tải: 7.700 lb (3.493 kg)
- Động cơ: 2 × Lycoming R-680-13 , 280 hp (210 kW)  mỗi chiếc

Hiệu suất bayVũ khí trang bị

- Đầu đạn 2.000 pound (910 kg)